# Ghega
Gega (în bulgară Гега) un sat situat în partea de sud-vest a Bulgariei, în Regiunea Blagoevgrad, la poalele munților Ograjden, nu departe de frontiera cu Republica Macedonia. Aparține administrativ de comuna Goțe Delcev. La recensământul din 2011 avea o populație de 238 locuitori. În localitate se află casa memorială a revoluționarului Anton Popov. În apropiere de sat se găsește mănăstirea cu hramul sf. Gheorghe (Mănăstirea Ciurilovski).

## Demografie
Componența etnică a satului Ghega
     Bulgari (98,73%)
     Nicio identificare (1,26%)
     Altele (0%)
La recensământul din 2011, populația satului Ghega era de 238 locuitori. Din punct de vedere etnic, majoritatea locuitorilor (98,73%) erau bulgari. Pentru 1,26% din locuitori nu este cunoscută apartenența etnică.